# Berglicht
Berglicht es un municipio situado en el distrito de Bernkastel-Wittlich, en el estado federado de Renania-Palatinado (Alemania). Su población estimada a finales de 2016 era de 439 habitantes.
Se encuentra ubicado en el centro-norte del estado, cerca de la orilla del río Mosela, un afluente del Rin por la izquierda.